# 完者都 (四川行省右丞)
完者都（？—1357年），元朝官员。
完者都担任四川行省右丞。明玉珍据重庆，完者都与平章政事囊果歹、参知政事赵资，各率兵至嘉定大佛寺，意图收复重庆。明玉珍派兵攻克成都，挥兵进战，元军大败，完者都、囊果歹、赵资都被擒获，明玉珍劝降。囊果歹、赵资都表示不降，完者都只是俯首长吁而已。后都被明玉珍所杀。